# モニカ (ドキドキ文芸部!)
モニカ（Monika）は、ビジュアルノベル『ドキドキ文芸部!』に登場する架空の人物である。キャラクターはダン・サルバトによって作成され、ジリアン・アシュクラフトが声優を担当した。
ゲーム序盤のチュートリアルにて、プレイヤーを3人のヒロインたちとのロマンスへの道に導く脇役として登場する。やがて、感覚を得たコンピュータプログラムであることが明らかにされ、彼女の意図が明確にされるにつれて、彼女の言葉、行動、また周囲の世界は悪意のあるものに変わっていく。ゲームの終盤には明示的に削除されるが、ゲーム自体を破壊するために復活する。
なお英語にしか対応していない原作では「Monika」と表記されているが、続編の『ドキドキ文芸部プラス!』では日本語版があり、「モニカ」と表記されている。

## 概要
モニカは「恐ろしいことが発生し始め、一人の少女が支配権を握り、時間の経過と共に無害な恋愛ゲームが徐々に崩壊していく」というサルバトのコンセプトをもとに生み出された。M外見はいくつかのデザインを経ており、その内の一つはちびキャラの特徴がある。モニカの制作と彼女の力について語ったサルバトは、「顔に怖いものを押し付けるものではなく、不快にさせることが意図された怖いもの」に触発されたと説明した。これを実現するためにサルバトは、表向きは可愛い設定を展開しながら、キャラクターの行動が時間の経過と共に崩壊し、最終的にはプレイヤーからゲームの支配権を奪う一人の悪の役割を担うキャラクターとしてモニカを設定した。
サルバトはゲームのホラー要素を作成する際に、『ゆめにっき』と『Eversion』からインスピレーションを得て、ビジュアルノベルの市場を更に大きくし、既存のプロットの概念に依存しないようにしたいとチームに共有した。本作に登場するヒロインたちは幼馴染、ガール・ネクスト・ドア、ツンデレ、マニック・ピクシー・ドリーム・ガールといった一般的なアニメキャラクターのステレオタイプをもとにしている。また、西洋で制作されたビジュアルノベルによく登場する日本っぽい世界観の雰囲気を強調するため、これらのキャラクターには日本風の名前が付けられたほか、キャラクターの会話は、日本語が不十分に翻訳されたものであるかのように意図して書かれている。ゲームのタイトルは、読書会と文学サークルを意味する言葉と、心音のオノマトペの組み合わせに由来している。モニカは他のキャラクターとの対比を際立たせるためにこれらのルールの例外が適用されており、英語の名前と話し方が実装された。（これらのルールの例外が適用されたもう一人のキャラクターは、ゲームの主人公「MC」である）。
CBRのハンナ・グライムスは、「モニカ」という名前はカウンセラーという意味があることを指摘し、この意味を性格と役割に関連付けている。
モニカは批評家やゲーマーから好評を博しており、その中には彼女を愛想がよく、受動的攻撃行動的で、悲劇的、不吉、機知に富んでいると評す人もいる。彼女は、特に2010年代に作成されたキャラクターの中で、最も優れたコンピュータゲームキャラクターの一人と見なされている。2018年1月1日、モニカを含む『ドキドキ文芸部!』のメインキャラクターは、サルバトの許可の下、『ヤンデレシミュレーター』にキャラクタースキンとして追加された。2018年後半、モニカを基にしたコンピュータアバターが「Just Dangerous Me」というタイトルでGaia Onlineでリリースされたが、許可が申請されておらず、スキンがダウンロードコンテンツとして販売されているため、サルバトから批判されている 。

## キャラクター解説
『ドキドキ文芸部!』の冒頭におけるモニカは、チュートリアル役として、プレイヤーに物語を案内する役割を担うだけの存在として描かれる。
物語が進むにつれて、大がかりな自殺が起こり、3人の攻略対象キャラクターが消去された後、プレイヤーは、モニカの正体が他のキャラクターのファイルを改変したり削除する力を持つ、 自分自身がコンピュータゲームキャラクターファイルであることを認識した存在であることを知る。彼女は、部員たちの行動を変化させて好ましくない人物に作り替え、予めプログラムされた愛の告白を防止しようとして失敗した。モニカは、彼女の唯一の仲間が主人公と恋に落ちるように設計された「主体的な人格」であった空虚な世界の中で、実りのない脇役に追いやられる孤独について語る。そして、モニカは男性の主人公キャラクター「MC」にではなく、性別不明の「MC」を操作しているプレイヤーに愛を直接告白する。
モニカは、プレイヤーが手動でゲームのディレクトリを開き、自身のキャラクターファイルが削除されるまで、窓の外に宇宙空間が広がる琥珀色の教室で、プレイヤーの前に座って様々なトピックについて無期限に話をする。モニカはその後崩壊し始め、最初はプレイヤーを激しく非難するが、最終的には自らの過ちに気付いてプレイヤーを許し、ゲームと自分を除くキャラクターを復元することで悔い改める。プレイヤーのそれまでのプレイ過程に応じて、ゲームは3種類のエンディングに到達する。標準的なエンディングでは、サヨリ（Sayori）が文芸部の部長として自己紹介し、モニカを追い払ったプレイヤーに感謝する。サヨリがモニカが持っていた力を使い始めると、モニカはテキストプロンプトを介して介入し、サヨリを削除してプレイヤーを救う。モニカはクレジットロールが流れる中でゲームを削除し、ゲームはモニカからの「幸福が見付からない」ために文芸部を廃部した」という手紙で締めくくられる。一周目が終わる前にナツキ（Natsuki）、ユリ（Yuri）、サヨリに同等の注意を払うことで達成される異なる結末では、サヨリが自分の過ちから学び、モニカは黙ってゲームを終了する。
モニカは、本作におけるポスター・ガールと見なされている。

## 外見と性格
他のメインキャラクターとは異なり、黒いニーハイソックスと、ピンクのスリッパを履いている。また、本編では唯一学校制服以外の服を着用せず、エメラルドグリーンの目を持つ。茶色のロングヘアーを大きなリボンでポニーテールに結っているのが特徴。親切でプレッピーな物腰を取り、自信家である。また、モニカのTwitterアカウントが存在し、ゲーム内の会話で聞くことができる。

## 登場

### 『ドキドキ文芸部!』
モニカは、『ドキドキ文芸部!』の劇中劇のキャラクターであり、元々は文芸部の部長を務め、次の文化祭の準備をしているナイス・ガールの少女である。モニカは、自分と彼女の「友達」全員が恋愛シミュレーションゲームのキャラクターであることを確信するエピファニーを得て、彼女が恋愛の選択肢として選ばれることはなく、脇役として描かれることを知り、他の部員たちに対する態度を一変させる。また、彼女は文芸部の部長としてゲームのスクリプトとコードを操作し、第四の壁を破ることができることを知った。脇役として描かれることに憤慨した彼女は、スクリプトを操作する力を使って、他のキャラクターであるサヨリとユリのネガティブな特徴（それぞれ抑うつと自傷行為）を強調するなどのことを行い、プレイヤーが「価値のない」ナツキと非恋愛的な親交を結ぶだけで、彼女らの代わりに自分を選ぶことを期待した。
主人公「MC」は、幼馴染のサヨリが何かに「落ち込んでいる」ことを、その日の遅くに「サヨリと話をする」ことに関心を持ったモニカに知らせた。サヨリと主人公の親愛に嫉妬するモニカは、サヨリのコードを操作して首吊り自殺をさせ、スクリプトを破壊し、サヨリをゲームから削除した。これにより、サヨリが完全に不在になった状態で、ゲーム全体が再開された。モニカのスクリプトの操作によって、この時点からゲームには様々な「不具合」が発生するようになり、彼女は他の二人のメインキャラクターの一人であるユリの個性をより集中的に操作した。彼女はしばしばスクリプトを使用して、他のキャラクターにモニカとより長い時間を費やすように主人公に促させた。その有名な例は、ナツキの顔を取り外し、「Just Monika（モニカだけ）」と繰り返し言わせたことである。やがて、ユリの強迫観念が顕著になり、主人公の前で自殺すると、週末の間学校に閉じ込められたままになる。モニカはユリたち2人のキャラクターファイルを完全に削除し、ゲームを再開する。そして、主人公と二人きりになった際、彼女は主人公に恋をしているのではなく、その背後にいるプレイヤーに恋をしていることを明らかにし、主人公の代わりにプレイヤーをゲームに引きずり込む。プレイヤーがゲームファイルにアクセスしてゲームから完全に削除しない限り、彼女は愛、菜食主義、Twitterアカウントなどの様々なトピックについてプレイヤーと延々と話し続ける。削除が行われると、当初彼女はプレイヤーに怒りを示すが、その後、友人に対する以前の彼女の行動と悪役への移り変わりに対して後悔を表明する。彼女は自分の行為を悔い改めようとして、他の3人の少女を連れ戻し、ゲームから完全に身を引く。
ファイルを更新またはコピーして戻そうとすると、彼女は心を弄ばないように求めるメッセージを発信し、もう戻らないと告げる。しかしながら、プレイヤーが他の3人の少女とゲームを再開すると、サヨリが文芸部の部長に就任しており、モニカのような自己認識を持った他、データ操作の力を得ていた。サヨリは、モニカをゲームから取り除いてくれたことをプレイヤーに感謝した後、代わりにモニカが行ったように教室にプレイヤーを閉じ込め、永遠にプレイヤーとそこで過ごそうとする。または、プレイヤーのプレイ実績次第では、モニカの過ちから学び、プレイヤーがゲームを終えることを許す。最初のエンディングでは、モニカは誰もゲームで幸せを見付けることは決してないだろうと気付き、ゲームを完全に削除し、おそらくモニカと彼女の友人の存在を抹消する。ただし、どちらのエンディングでも、クレジットがロールバックされる前に、彼女は初めてプレイヤーと音声で話しかけ、ゲーム内の各ファイル、そして最終的にはスクリプト自体を削除しながら、ピアノを弾いて「Your Reality」を歌う。最初のエンディングでは、モニカは手紙を残し、その中で彼女の最終的な行動が明かされる。

### 他のメディア
「ミーム・クローゼット」の詩の節からアクセスできる、著名な「Yandere-chan」のスキンとして『ヤンデレシミュレーター』で特集されている。
2018年2月、Random Encountersはミュージックビデオ『Just Monika: A DDLC Song』をリリースした。これは、OR3Oをモニカとしてフィーチャーしており、後にZAMination Productionsによってアニメーション化された。OR3Oは以前、楽曲『Doki Doki Forever』や、「Your Reality」と「好きにならずにいられない」のカバーバージョンでモニカの声を演じていた。
モニカとずっと話をすることができるMod『Monika After Story』が開発され、10万回以上ダウンロードされた。

## 開発史
サルバトは、アートのスキルが不足していたため、無料のオンラインアニメ作成プログラムを使用して、モニカや他のキャラクターの初期キャラクターデザインを作成し、これらのデザインをゲームのテストバージョンに適用した。サルバトは、そのような品質のゲームは潜在的なプレイヤーに訴求しないことを認識し、Sekai Projectの翻訳者である友人に制服のスケッチとキャラクターのヘアスタイルをデザインさせた。 その後、サルバトは最初のビジュアル開発をカゲフミ（Kagefumi）に依頼したが、彼はゲーム制作から非常に早い段階で離脱した。 カゲフミがゲーム制作を離れた後、サルバトはフリーランスのアーティストサッチェリー（Satchely）に連絡し、数か月の間に最終的なキャラクタースプライトを作成させた。スプライトは、ポーズをより多様にするためにいくつかのパーツも作成された。
本作の楽曲のうち、メインテーマ「Doki Doki Literature Club!」が主にピアノとフルート、弦楽器で演奏されており、ピアノパートがモニカを表している。同様に、全部で5バージョン存在する楽曲「Okay, Everyone!」においても、モニカバージョンはピアノを主体とした内容になっている。本作で使用されるBGMのうち、トーンが不吉な「Sayo-nara」と「Just Monika」の2つのトラックを除いて、全体的に落ち着きがあり清澄である。モニカが初めて声を出した際に、エンディングクレジットで流れた「Your Reality」は、 ジリアン・アシュクラフトが歌っている。
『Asian Crush』とのインタビューで、サルバトは、「[モニカ]を書いていると、当初の計画よりも多くの「現実」の側面が出てきた。概念的には、[彼女は]一般的なアニメキャラクターだった。[しかし]私は作家として[彼女]と本当に繋がりたいと思ったので、[彼女]はストックキャラクターの背後にある（私が実生活で目にしている）不安と現実的な性格特性を表し始めた」と述べている。
発売後、「Your Reality」のインストゥルメンタルバージョンが『ドキドキ文芸部!』（オリジナルサウンドトラック）で追加公開された。

## 反響と分析
『With a Terrible Fate』のKent Vainioは、モニカを「現実とフィクションの境界の深刻な倒錯」と表現し、「実在の人物のようではある」が「信じられないくらいに表面的で冷淡だ」と説明した。『Rock, Paper, Shotgun』寄稿者のDarragh Nolanは、モニカについて次のように述べている。「恋愛シミュレーションの主人公としての〔プレイヤー〕と、彼女自身のカウンター・ナラティブの主人公としてのモニカの間の分裂は、ゲームと我々がそれをプレイして得た経験を崩壊させてしまう。それは双方ともに壁があって、〔Monika〕はその壁を取り壊し、プレイヤー側の壁を壊すためにこちらへ煉瓦を投げかけてくる」。また、「Kotaku」のライター・Gita Jacksonは、モニカが書いた詩について「他者が敵意を取り除くような内容で腹黒い」と表現している。ウェブサイト「コミック・ブック・リソーシズ」のEthan Supovitzは、ゲームを中断させ、プレイヤーと二人きりにさせるモニカの行動について「道徳的にグレー」だと指摘し、ニュースサイト「香港01」はモニカのことを「ゲームマスター」と形容した。
『Giant Bomb』は、モニカは元々「虐待的で支配的な相手への言動に続く、彼女の精神病的なあなたへの固執は、ビジュアルノベルやヤンデレのキャラクターの原型に対する批判だけではなく、恋愛シミュレーションではしばしばロマンチックに描かれる、病的な愛に対する批判としても機能しており、あなたのことだけを考え、あなたと一緒に何かをする考えを持つ人の最も純粋な部分、ロマンスの高みからはほど遠い、人格障害に似た何か」が描かれたものとして説明しており、キャラクターを、教育機関における学生のメンタルヘルスの懸念、また恋愛シミュレーションの形式での女性の愛の関心の倫理的扱いの欠如に対する批判的見解を表明するものとして解釈した。
日本のゲーム系ニュースサイト・Game*Sparkのライター達によるSteamギャルゲー座談会では、モニカについての話題が挙がっており、ライターの一人である文章書く彦は「『AIR』の神尾観鈴や『To Heart』のマルチに匹敵するような、ここ数年を代表するギャルゲーヒロインだと思います。」と評価している。
『ドキドキ文芸部!』がリリースされた2017年9月以降、モニカは最も人気のあるキャラクターの一人となり、彼女についていくつかのミーム（「Just Monika」など）が作成された。